# هگزام، نیو ساوت ولز
هگزام (به انگلیسی: Hexham) یک حومه شهر در استرالیا است که در نیو ساوت ولز واقع شده‌است.